# Omuleții de sub casă
Omuleții de sub casă (în engleză The Borrowers) este un film de comedie din 1997 regizat de Peter Hewitt. Rolurile principale au fost interpretate de John Goodman, Mark Williams și Jim Broadbent. Este bazat pe un roman omonim pentru copii din 1952 de Mary Norton.
La lansarea sa în United Kingdom, s-a clasat pe locul 2, după Alien: Renașterea. Săptămâna viitoare, filmul și-a păstrat poziția, dar după 007 și imperiul zilei de mâine.